# Nothing but Thieves
Nothing but Thieves ist eine britische Rockband aus Southend-on-Sea, die 2012 gegründet wurde. Sie setzt sich aus dem Leadsänger und Gitarrist Conor Mason, Gitarrist Joe Langridge-Brown, Gitarrist und Keyboarder Dominic Craik, Bassist Philip Blake und Schlagzeuger James Price zusammen. 2014 unterschrieben sie einen Vertrag mit RCA Records und ein Jahr später, im Oktober 2015, veröffentlichten sie ihr namengebendes Album. Ihr zweites Album, Broken Machine, wurde im September 2017 veröffentlicht und erhielt viel Lob. Es erreichte den zweiten Platz der britischen Albumcharts. Sie veröffentlichten im Oktober 2018 eine EP mit dem Titel What Did You Think When You Made Me This Way? Ihr drittes Studioalbum Moral Panic wurde im Oktober 2020 veröffentlicht.
Ihr Musikstil wurde mit Foals, Civil Twilight und Royal Blood verglichen.

## Bandgeschichte
Die fünf Bandmitglieder um Sänger Conor Mason schlossen sich 2012 im an der Themsemündung gelegenen Southend-on-Sea zusammen. In den Anfangsjahren machten sie mit einer Reihe von EPs auf sich aufmerksam. Einen ersten Singlehit hatten sie mit Wake Up Call, das in den Rockcharts unter anderem auch in den USA erfolgreich war. Im Sommer 2015 hatten sie einen Hit mit dem Song Trip Switch. In den Staaten war er ein Nummer-eins-Erfolg in den Alternative Charts.
Im Herbst desselben Jahres veröffentlichten Nothing but Thieves ihr den Bandnamen als Titel tragendes Debütalbum. Es erreichte Platz sieben in den britischen Charts. Auch international konnte sich die Band damit platzieren und stieg damit unter anderem in der Schweiz auf Platz 74 ein.
Am 18. März 2020 wurde die erste Single Is Everybody Going Crazy? aus ihrem damals noch titellos dritten Studioalbum veröffentlicht. Am 23. Juni 2020 gab die Band bekannt, dass am 23. Oktober 2020 ihr drittes Album Moral Panic veröffentlicht wäre. Die zweite Single von dem Album wurde am gleichen Tag veröffentlicht, die Real Love Song heißt. Mit zwei neuen Singles und keine Möglichkeiten, die vor einem Publikum aufzuspielen, begannen sie die 'Solitude Sessions' und spielten sowohl "Quarantine-style" Liveversionen der Lieder als auch ihre alte Lieder. Am 28. August 2020 veröffentlichten die Band Unperson, ihre dritte Single von dem Album. Am 14. September 2020 wurde die vierte Single Impossible veröffentlicht.
2021 ging die Band auf Tournee. Zu ihren größten Auftritten bisher gehörte eine Show in der O2 Arena in London vor 20.000 Zuschauern. Nothing but Thieves trat bei verschiedenen Musikfestivals auf, darunter beim Nova Rock, beim Hurricane Festival und beim Southside Festival.
Im März 2023 erschien die Single Welcome to the DCC, die erste Auskopplung des vierten Studioalbums, das für Juli 2023 angekündigt wurde. Mit Overcome veröffentlichte die Band zwei Monate später eine weitere Single.
Am 30. Juni 2023 wurde das zuvor angekündigte Album "Dead Club City" veröffentlicht.

## Diskografie

### Studioalben
| Jahr | Titel Musiklabel                       | Höchstplatzierung, Gesamtwochen, AuszeichnungChartplatzierungen (Jahr, Titel, Musiklabel, Platzierungen, Wochen, Auszeichnungen, Anmerkungen) | Höchstplatzierung, Gesamtwochen, AuszeichnungChartplatzierungen (Jahr, Titel, Musiklabel, Platzierungen, Wochen, Auszeichnungen, Anmerkungen) | Höchstplatzierung, Gesamtwochen, AuszeichnungChartplatzierungen (Jahr, Titel, Musiklabel, Platzierungen, Wochen, Auszeichnungen, Anmerkungen) | Höchstplatzierung, Gesamtwochen, AuszeichnungChartplatzierungen (Jahr, Titel, Musiklabel, Platzierungen, Wochen, Auszeichnungen, Anmerkungen) | Höchstplatzierung, Gesamtwochen, AuszeichnungChartplatzierungen (Jahr, Titel, Musiklabel, Platzierungen, Wochen, Auszeichnungen, Anmerkungen) | Anmerkungen                                                 |
| Jahr | Titel Musiklabel                       | DE | AT | CH | UK | US | Anmerkungen                                                 |
| ---- | -------------------------------------- | --- | --- | --- | --- | --- | ----------------------------------------------------------- |
| 2015 | Nothing but Thieves Sony Music UK, RCA | — | — | CH74 (1 Wo.)CH | UK7 Gold · (3 Wo.)UK | US130 (1 Wo.)US | Erstveröffentlichung: 16. Oktober 2015 Verkäufe: + 120.000  |
| 2017 | Broken Machine Sony Music UK           | DE67 (1 Wo.)DE | AT54 (1 Wo.)AT | CH27 (1 Wo.)CH | UK2 Gold · (5 Wo.)UK | US195 (1 Wo.)US | Erstveröffentlichung: 8. September 2017 Verkäufe: + 130.000 |
| 2020 | Moral Panic Sony Music UK              | DE35 (1 Wo.)DE | AT38 (1 Wo.)AT | CH28 (2 Wo.)CH | UK3 Silber · (3 Wo.)UK | — | Erstveröffentlichung: 23. Oktober 2020 Verkäufe: + 60.000   |
| 2023 | Dead Club City Sony Music UK           | DE31 (2 Wo.)DE | AT53 (1 Wo.)AT | CH12 (2 Wo.)CH | UK1 Silber · (3 Wo.)UK | — | Erstveröffentlichung: 30. Juni 2023 Verkäufe: + 60.000      |

### EPs
| Jahr | Titel Musiklabel             | Höchstplatzierung, Gesamtwochen, AuszeichnungChartplatzierungen (Jahr, Titel, Musiklabel, Platzierungen, Wochen, Auszeichnungen, Anmerkungen) | Höchstplatzierung, Gesamtwochen, AuszeichnungChartplatzierungen (Jahr, Titel, Musiklabel, Platzierungen, Wochen, Auszeichnungen, Anmerkungen) | Höchstplatzierung, Gesamtwochen, AuszeichnungChartplatzierungen (Jahr, Titel, Musiklabel, Platzierungen, Wochen, Auszeichnungen, Anmerkungen) | Höchstplatzierung, Gesamtwochen, AuszeichnungChartplatzierungen (Jahr, Titel, Musiklabel, Platzierungen, Wochen, Auszeichnungen, Anmerkungen) | Höchstplatzierung, Gesamtwochen, AuszeichnungChartplatzierungen (Jahr, Titel, Musiklabel, Platzierungen, Wochen, Auszeichnungen, Anmerkungen) | Anmerkungen                         |
| Jahr | Titel Musiklabel             | DE | AT | CH | UK | US | Anmerkungen                         |
| ---- | ---------------------------- | --- | --- | --- | --- | --- | ----------------------------------- |
| 2021 | Moral Panic II Sony Music UK | — | — | CH75 (1 Wo.)CH | — | — | Erstveröffentlichung: 23. Juli 2021 |

Weitere EPs
- 2013: If You Don’t Believe, It Can’t Hurt You
- 2014: Graveyard Whistling
- 2015: Ban All the Music
- 2015: Urchin
- 2018: What Did You Think When You Made Me This Way?[8]

### Singles
| Jahr | Titel Album                       | Höchstplatzierung, Gesamtwochen, AuszeichnungChartplatzierungen (Jahr, Titel, Album, Platzierungen, Wochen, Auszeichnungen, Anmerkungen) | Höchstplatzierung, Gesamtwochen, AuszeichnungChartplatzierungen (Jahr, Titel, Album, Platzierungen, Wochen, Auszeichnungen, Anmerkungen) | Höchstplatzierung, Gesamtwochen, AuszeichnungChartplatzierungen (Jahr, Titel, Album, Platzierungen, Wochen, Auszeichnungen, Anmerkungen) | Höchstplatzierung, Gesamtwochen, AuszeichnungChartplatzierungen (Jahr, Titel, Album, Platzierungen, Wochen, Auszeichnungen, Anmerkungen) | Höchstplatzierung, Gesamtwochen, AuszeichnungChartplatzierungen (Jahr, Titel, Album, Platzierungen, Wochen, Auszeichnungen, Anmerkungen) | Anmerkungen                                                                    |
| Jahr | Titel Album                       | DE | AT | CH | UK | US | Anmerkungen                                                                    |
| ---- | --------------------------------- | --- | --- | --- | --- | --- | ------------------------------------------------------------------------------ |
| 2017 | Sorry Broken Machine              | — | — | — | UK89 Silber · (3 Wo.)UK | — | Erstveröffentlichung: 19. Juli 2017                                            |
| 2023 | Welcome to the DCC Dead Club City | — | — | — | UK97 (1 Wo.)UK | — | Erstveröffentlichung: 17. März 2023                                            |
| 2023 | Something on My Mind –            | DE— aDE | — | — | — | — | Erstveröffentlichung: 8. September 2023 mit Duke Dumont & Purple Disco Machine |

Weitere Singles
- 2014: Wake Up Call
- 2014: Tempt You (Evocatio)
- 2014: Lover, Please Stay (Live)
- 2015: Ban All the Music
- 2015: Itch
- 2015: Hanging
- 2015: Trip Switch
- 2015: Honey Whiskey
- 2016: If I Get High
- 2016: Excuse Me
- 2017: Amsterdam (UK: Gold)
- 2017: I’m Not Made by Design
- 2017: Broken Machine
- 2018: Particles
- 2018: Lover, You Should’ve Come Over
- 2018: Crazy
- 2018: Forever & Ever More
- 2018: Take This Lonely Heart
- 2020: Is Everybody Going Crazy? (UK: Silber)
- 2020: Real Love Song
- 2020: Impossible
- 2022: Life’s Coming in Slow
- 2023: Overcome (UK: Silber)
- 2023: Keeping You Around

## Auszeichnungen für Musikverkäufe
| Goldene Schallplatte - Kanada - 2024: für die Single Trip Switch - Niederlande - 2022: für das Album Nothing but Thieves - 2022: für das Album Broken Machine - 2024: für die Single Overcome - Polen - 2023: für die Single Amsterdam - 2023: für das Album Broken Machine |

Anmerkung: Auszeichnungen in Ländern aus den Charttabellen bzw. Chartboxen sind in ebendiesen zu finden.
| Land/RegionAuszeichnungen für Musikverkäufe (Land/Region, Auszeichnungen, Verkäufe, Quellen) | Silber     | Gold     | Platin | Verkäufe  | Quellen         |
| -------------------------------------------------------------------------------------------- | ---------- | -------- | ------ | --------- | --------------- |
| Kanada (MC)                                                                                  | —          | Gold1    | —      | 40.000    | musiccanada.com |
| Niederlande (NVPI)                                                                           | —          | 3× Gold3 | —      | 85.000    | nvpi.nl         |
| Polen (ZPAV)                                                                                 | —          | 2× Gold2 | —      | 35.000    | olis.pl         |
| Vereinigtes Königreich (BPI)                                                                 | 5× Silber5 | 3× Gold3 | —      | 1.320.000 | bpi.co.uk       |
| Insgesamt                                                                                    | 5× Silber5 | 9× Gold9 | —      |           |                 |